# Jean-Louis Samuel
Jean-Louis Samuel est un footballeur français, né le 5 février 1951 à Guelaat Bou Sbaa (Algérie française) et mort le 20 mai 2003 à Langon (Gironde). 
Il fait ses débuts au Nîmes Olympique en 1969, mais au bout d'une saison et demi, il est transféré à l'AS Angoulême.
À l'issue de la saison 1971-1972, Angoulême finit dernier du championnat. Samuel quitte alors le club et rejoint l'AS Monaco, qui se voit également relégué en 2e division.
A Monaco, il obtient la remontée immédiate en D1. 
En 1975, il retourne au Nîmes Olympique afin d'y terminer sa carrière.